# Obstansi-tó
Az Obstansi-tó (németül: Obsanser See vagy Obstansersee), egy alpesi tengerszem Ausztria Kelet-Tirol tartományában, a Karni-Alpok főgerince alatt, a Kartitschi-nyereg fölött, Kartitsch község közigazgatási területén, az osztrák–olasz államhatár közvetlen közelében.

## Fekvése
Az Obstansi-tó a kelet-tiroli Kartitsch község közigazgatási területén fekszik, a Karni-Alpok főgerince alatt, az ausztriai Gail-völgy (dél felől) felé néző északi lejtők tetején, 2300 méter tengerszint feletti magasságban. Kartitsch község Winkl nevű részéből mintegy három órányi gyalogtúrával elérhető.
A kis tengerszem egy magashegyi katlan peremén, a sziklaterasz szélén fekszik, körülötte a Karni-Alpok csúcsai: Délen, az olasz oldalon a Cima Frugnoni (2561 m), keleten, az államhatár vonalán a Pfannspitze (Cima Vanscuro, 2678 m), végül északkeleten, az osztrák oldalon a Roßkopf (2603 m). Nyugat felé a legközelebbi hegycsúcs a 2503 m magas Knieberg (Col Quaternà) a határvonal olasz oldalán áll. A tó északi partján áll a Obstansi-tavi menedékház (Obstansersee-Hütte). A tótól rövid sétával jutunk fel a főgerincre, innen dél felé kilátás nyílik a dél-tiroli Sexteni-völgyre, a venetói Comelico völgyre, a két völgyet összekötő Kreuzberg-hágóra, valamint a Dolomitok legészakibb vonulatára, a völgyeket délről lezáró Sexteni-Dolomitok hegycsoportjára.
Felszíni területe 3 hektár, ezzel a Karni-Alpok főgerincén fekvő tengerszemek sorában a második legnagyobb a Wolayi-tó (Wolayer See) után. A meder mélysége 6–8 méter, a legnagyobb mért mélység 8,3 m Három kis hegyi patak táplálja, melyek észak, nyugat és északnyugat felől torkollanak be a tóba. A víz lefolyását a tó északi végénél induló patak biztosítja, amely rövid felszíni szakasz után egy töbörbe folyik, eltűnik a karsztkőzetben. A búvópatak egy barlangrendszeren keresztül folyik lefelé. Kb. 170 méterrel alacsonyabb szinten több más karsztvíz-érrel egyesül, és az „Obstansi Vízköpő” (Obstanser Wasserspeier) nevű helyen vízesésként lép ki a sziklafalból. A patak alsó szakasza a Winkl nevű völgyben (Winkler Tal) folyik északnak Kartitsch község felé, neve (a völgyről) Winklerbach (kb. „Winkli-patak”). Kartitschnál a Gail-patakba (Gailbach / Kleine Gail / Tiroler Gail) torkollik, mely innen kelet felé folyik, és a Puster-völgyi Tassenbachnál a Drávába ömlik.
Az Obstansi-tó egy magashegyi tengerszem. Vizének felső rétege nyáron felmelegszik, de a mélyebb vízrétegek hőmérséklete alig változik. A felső réteg hőmérséklete igen ritkán emelkedik 10 °C fölé. A felszín az év nyolc hónapján keresztül be van fagyva. Vize igen tiszta, a látótávolság 5 méternél is jobb. Vastartalma magas A mélyebb rétegek oxigéntartalma alacsony, ennek fő oka (más magashegyi tavakhoz hasonlóan) az, hogy az év legnagyobb részében a zárt jégpáncél elzárja a vizet a levegőtől.
Vize nanoplanktonokban gazdag. A 19. században pisztrángokat is telepítettek a tóba. Partjait kopár törmelékmezők, és talajjal fedett, fűvel benőtt lejtők képezik.

## Keletkezése
Medrét feltehetően egy ősi gleccser vájta ki, amely a jégkorszakban a katlan egész területét beborította, a főgerinctől a katlan pereméig. Leolvadásakor a jég alsó végénél (a „gleccsernyelvnél”) kiömlő gleccserpatak vizét egy kelet-nyugati irányú sziklaváll torlasztotta fel, létrehozva a tó mai medrét.

## Történelme
A Karni-Alpok főgerincének itteni szakasza egybeesik az osztrák–olasz államhatárral. A tó közvetlen közelében, a gerinc déli olasz oldalán található a „hármashatár”-pont, itt találkozik egymással Ausztria államhatára, és Olaszország két régiójának határa: délnyugaton Trentino-Alto Adige régió Bolzano megyéjének (Dél-Tirolnak), délkeleten Veneto régió Belluno megyéjének közigazgatási területei. (Mindkét olaszországi régió egykor a történelmi Osztrák Császárság része volt: Veneto 1866-ig, a porosz–osztrák–olasz háborút lezáró prágai békeszerződésig. Dél-Tirol az első világháború utáni saint-germaini békeszerződés alapján került az Olasz Királysághoz.
1915–17 között (Olaszország hadba lépésétől a caporettói áttörésig) a Karni-Alpok főgerincén is heves harcok folytak. Az olasz alpesi egységek (Alpini) a Comelico-völgyból és a Kreuzberg-hágóból kiindulva többször is megpróbáltak betörni Tirolba és a Sexteni-völgybe, hogy kijussanak a stratégiai fontosságú Puster-völgybe. A helyi területvédélmi csapatok (Landesschützen), majd a megerősítésükre érkező osztrák és német csapatok azonban megvédelmezték a határvonalat. A caporettói vereség után az olaszok dél felé visszavonultak, és csak az 1918-as összeomlás után tértek vissza, hogy megszállják Dél-Tirolt. Az Obstansi-tó fölött, a Karni-Alpok gerincén napjainkig fennmaradtak a régi, sziklába vágott osztrák–magyar lőállások, lövészárkok és gyalogsági fedezékek. A tó közelében kis, elkerített katonatemető található, a kereszteken német és magyar nevekkel.
A Winkli-völgyben, a tóhoz felvezető turistaút kezdetén áll az első világháborúban itt harcolt német császári alpesi zászlóalj emlékműve, mely nehéztüzérségi gránátot formáz.

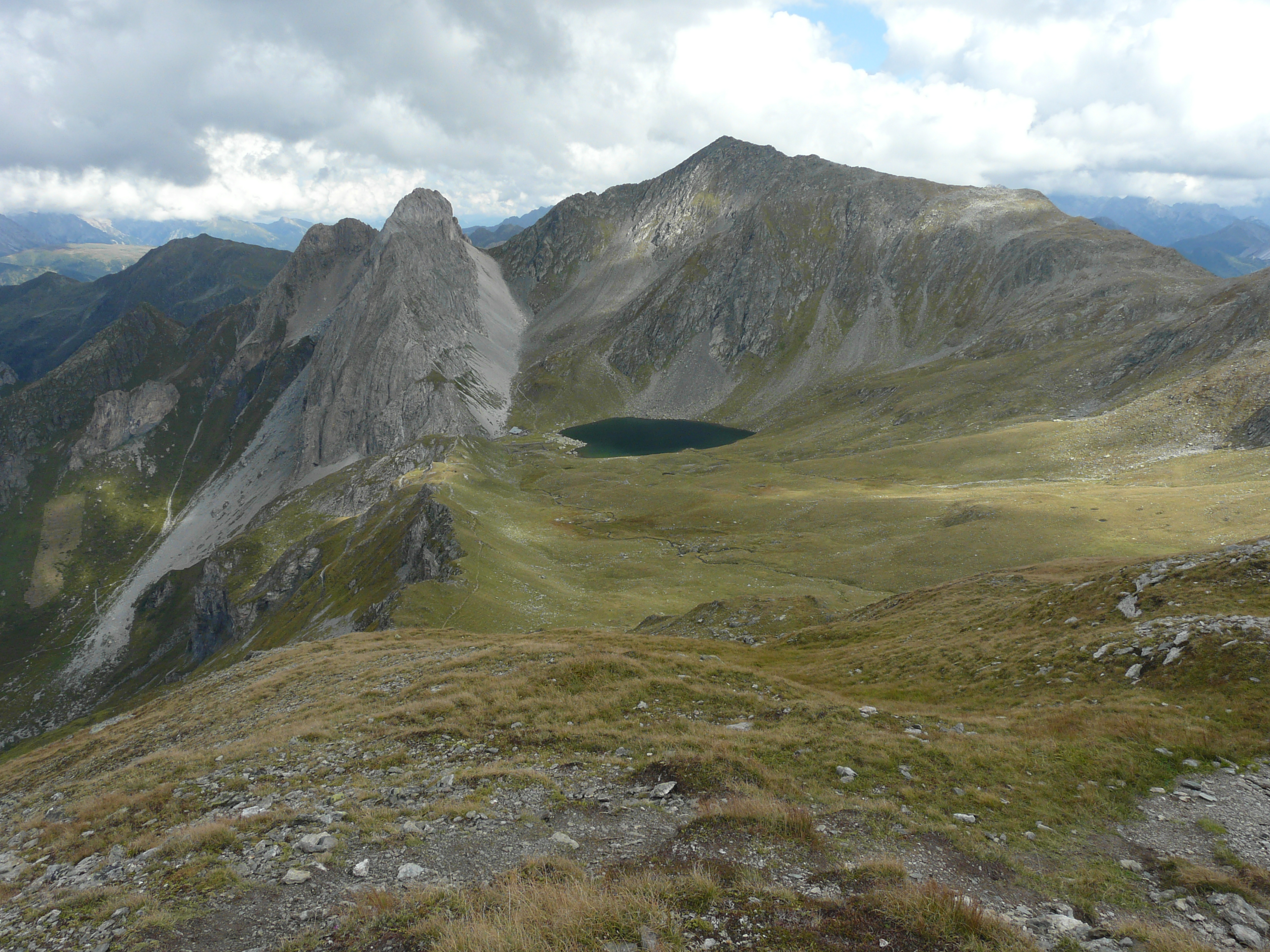
A tó és a katlan keleti oldala. Balra a Roßkopf, jobbra a Pfannspitze

## Szabadidő, sport
Az Obstansi-tó népszerű családi kirándulóhely, mely Kartitsch községből a Winkli-völgyön át nehézség nélkül elérhető, jól kiépített és jelzett turistaúton. A tó fölött, a főgerincen vezet a Karni Magasút (Karnischer Höhenweg), azaz az osztrák 403. és 03. számú jelzett túraút egyik szakasza. A tó katlanából különböző nehézségi fokú mászóutakon elérhetők a környező hegycsúcsok.
A tó partján áll az Osztrák Alpesi Egylet (Alpenverein Österreich, ÖAV) menedékháza, az Obstanserseehütte, mely nyáron üzemel. Vízibiciklit is lehet bérelni.